# 疋田泰章
疋田 泰章（ひきだ やすあき）は、日本の数理科学・物理学者。博士（理学）（東京大学）。大阪工業大学情報科学部情報知能学科教授。元京都大学基礎物理学研究所特定准教授。元高エネルギー加速器研究機構(KEK)研究員。元日本学術振興会海外特別研究員および特別研究員(PD)。
専門は、宇宙物理学・数理科学（素粒子理論・超弦理論・共形場理論CFT・ゲージ理論など）、量子論（量子力学、量子宇宙論、量子重力理論、量子ゲーム理論など)・量子情報・量子コンピュータ。

## 略歴
1998年東京大学理学部物理学科卒業。2000年同大学大学院理学系研究科物理学専攻修士課程修了。2003年同大学院理学系研究科物理学専攻博士課程修了、博士（理学）（東京大学）。 2005年高エネルギー加速器研究機構(KEK)研究員。日本学術振興会海外特別研究員および特別研究員(PD)も経験。その後、慶應義塾大学、立教大学理学部助教などを経て、2016年京都大学基礎物理学研究所特定准教授。2025年大阪工業大学情報科学部に着任、情報知能学科教授。
主な所属学会は、日本物理学会、アメリカ物理学会。主な受賞は、素粒子奨学会第11回中村誠太郎賞(2016)。
主な著書は、共形場理論入門 基礎からホログラフィへの道（単著、講談社2020、学術書）、高いスピンのゲージ理論とAdS/CFT対応；パリティ（単著、丸善出版2017、学術誌）。

## 主な研究
- 膨張宇宙におけるゲージ重力対応と量子重力の研究
- チャーン・サイモンズのゲージ理論によるド・ジッター空間のホログラフィー[2] - ドジッター宇宙に対する「ホログラフィー原理」の具体例の構成に成功(2022)[3]
- 量子情報を用いた量子宇宙の基礎理論
- 量子コンピュータのシュミレータによる量子回路の構築
- 共形場理論間の新関係式の導出と非自明な背景上の超弦理論[4]
- ゲーム理論における意思決定攻略法
- 接触法による伝染病感染のシミュレーション
- 交通渋滞に関する最適速度模型の解析

宇宙物理学・量子論の対外啓蒙活動として、大阪市立大学理学部にてゲストスピーカーとして講義（テーマ： Matrix-valued higher spin holography, 2019）を行っている。